# Attalea butyracea
Attalea butyracea denominada comúnmente como corozo, cuesco, cuma, coyoles, shebón, curumuta, palma de vino o yagua, es una especie de planta con flor de la familia Arecaceae. Su distribución se extiende desde el sur de México, Centroamérica, Venezuela y Trinidad y Tobago (Caribe) hasta el noroeste de la región amazónica de Colombia, Perú, Ecuador, Bolivia y Brasil.

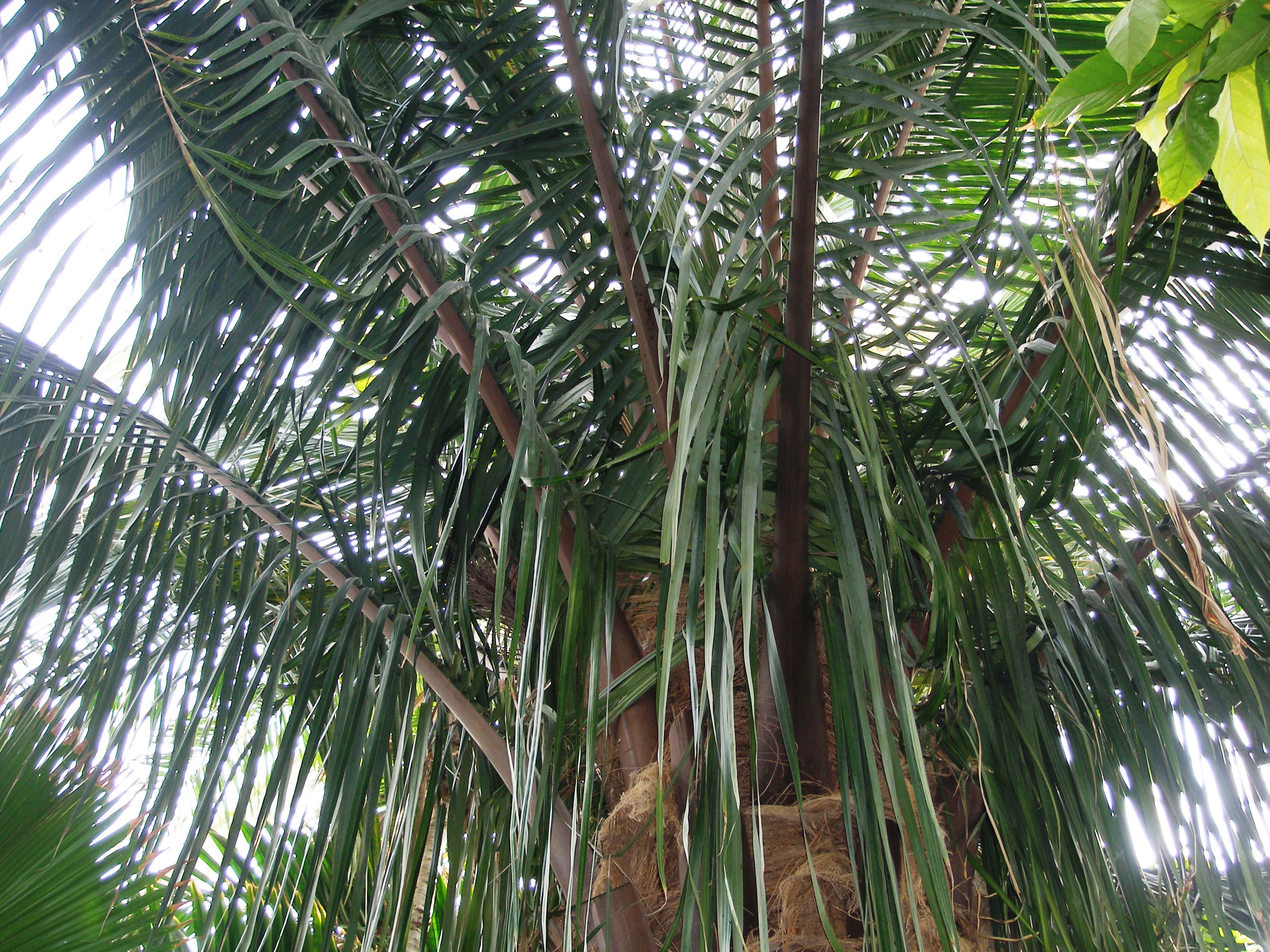
Vista de la planta

## Descripción ( Yagua )
Attalea butyracea presenta un estípite de 8 a 10 metros de altura y 35 a 75 cm de diámetro. Posee entre 25 y 40 hojas con vaina de 1 a 1,5 m de longitud por 30-45 cm de ancho, con un raquis de 4 a 5 m de largo y cada hoja con 180-240 pares de pinnas. S. butyracea es monoica, con las flores de color entre blanco y amarillento, y el fruto de 5 a 7 cm de largo por 3 a 4 cm de diámetro, con el exocarpio verde cuando es inmaduro y entre amarillo intenso y color vino tinto cuando está maduro. El mesocarpio es comestible, carnoso y anaranjado, y el endocarpio posee de una a tres semillas de 3 cm de longitud por 0,8 cm de diámetro.

## Usos
La fruta de esta especie se ha usado como alimento en varias comunidades indígenas de Sudamérica durante milenios. La industria alimentaria la usa para la alimentación de porcinos. El endocarpio se usa como combustible. El mesocarpo del fruto se utiliza para preparar bebidas como vinos. La semilla es una oleaginosa promisoria de la que se extrae aceite utilizado en la fabricación de jabones, mientras que la torta resultante se usa en alimentación animal. Las hojas sirven para techar casas y elaborar artesanías. Además, el palmito es un rico alimento.

## Taxonomía

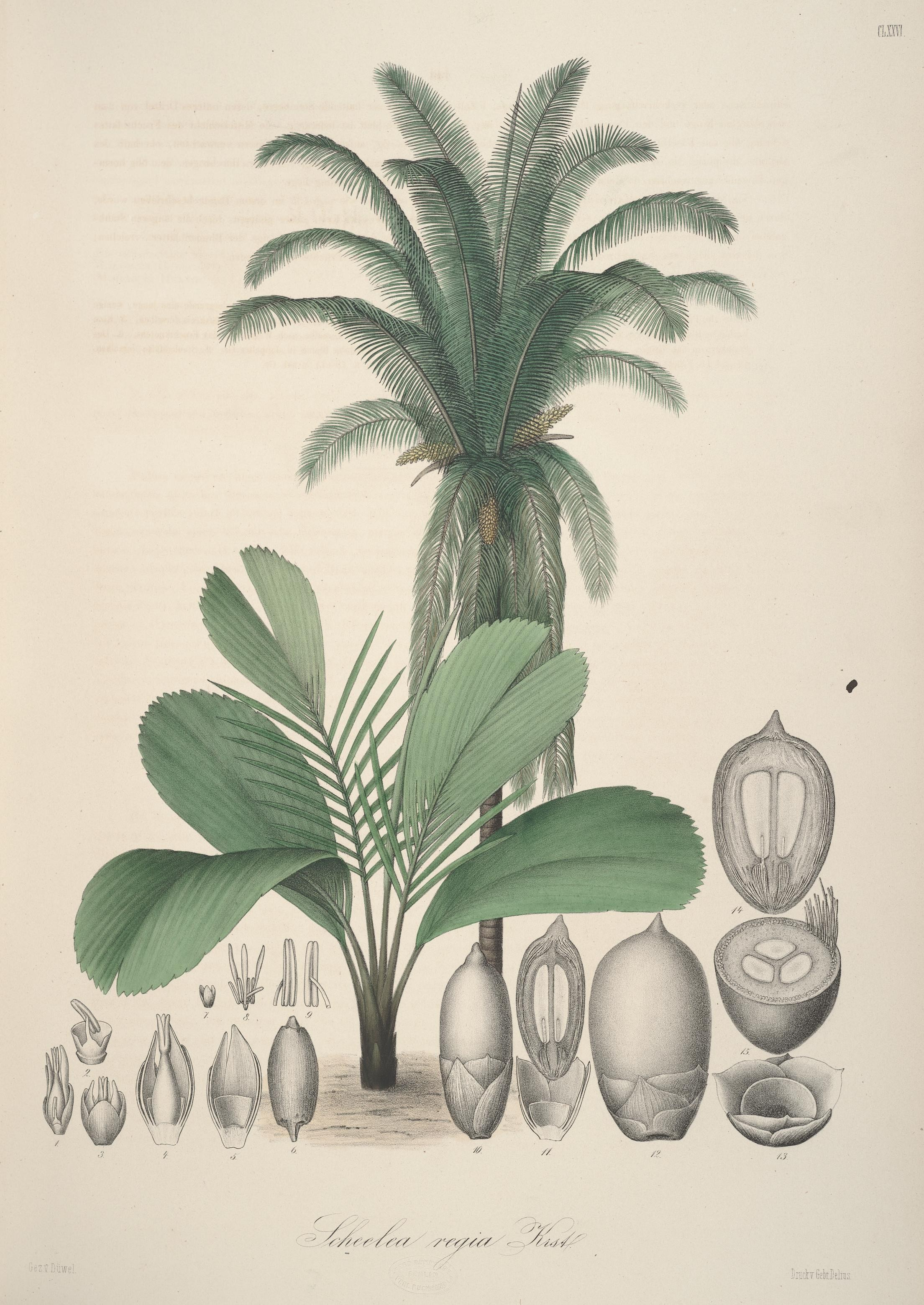
Pl. CLXXVI Florae Columbiae.

Attalea butyracea fue descrita por (Mutis ex L.f.) Wess.Boer y publicado en Pittieria 17: 292. 1988.
Etimología
Attalea: nombre genérico que conmemora a Atalo III Filometor, rey de Pérgamo en Asia Menor, 138-133 antes de Cristo, que en el ocaso de su vida se interesó por las plantas medicinales.
butyracea: epíteto latíno que significa "de color amarillo y aceitoso en la textura".
Sinonimi
- Attalea gomphococca Mart.
- Attalea humboldtiana Spruce
- Attalea macrocarpa (H.Karst.) Wess.Boer
- Attalea macrocarpa (H. Karst.) Burret
- Attalea pycnocarpa Wess.Boer
- Attalea wallisii Huber
- Cocos butyracea Mutis ex L.f.
- Scheelea butyracea (Mutis ex L.f.) H.Karst. ex H.Wendl.
- Scheelea dryanderae Burret
- Scheelea excelsa H.Karst.
- Scheelea gomphococca (Mart.) Burret
- Scheelea humboldtiana (Spruce) Burret
- Scheelea macrocarpa H.Karst.
- Scheelea passargei Burret
- Scheelea regia H.Karst.
- Scheelea wallisii (Huber) Burret[5][6]